# Ängskulla

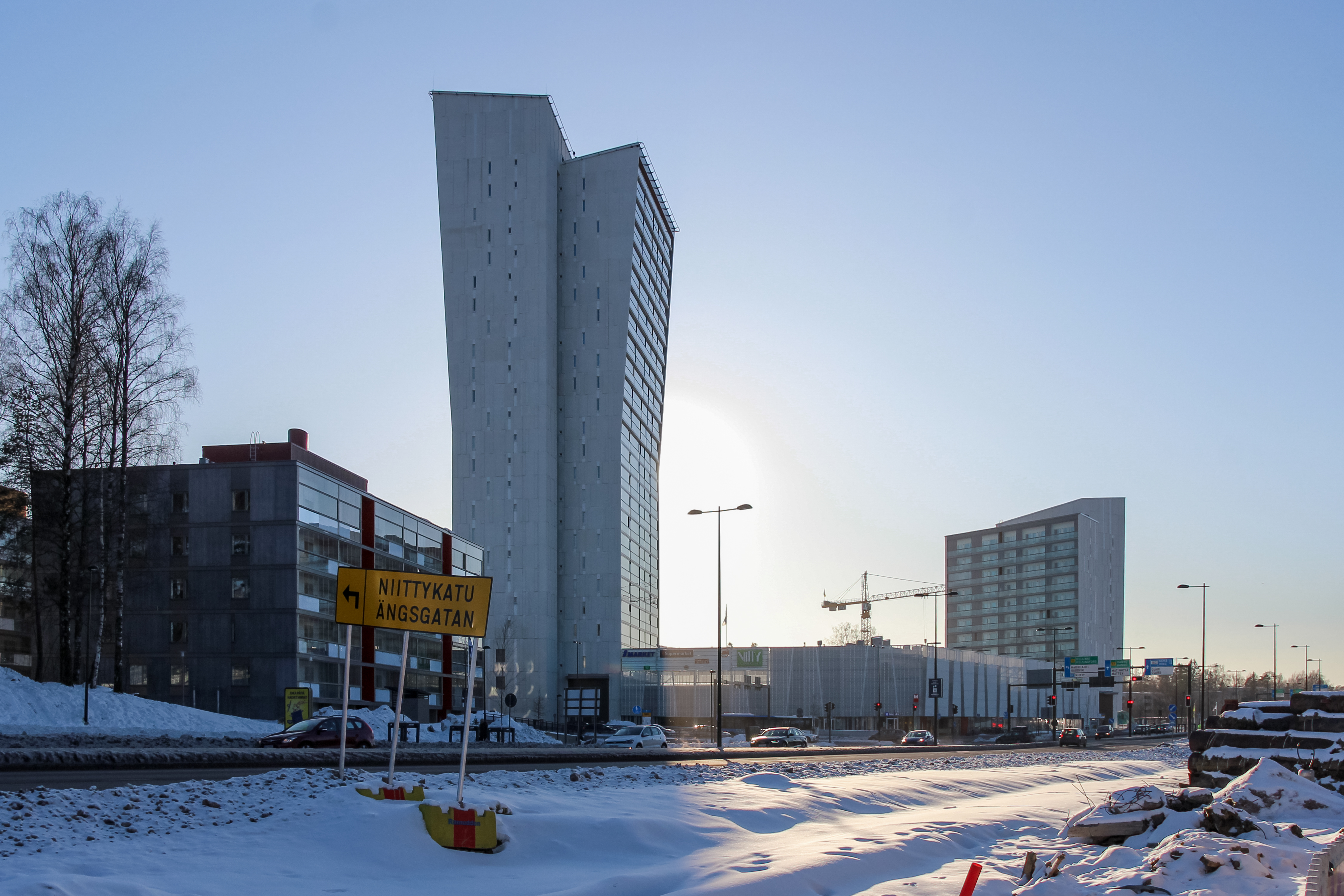
Ängskulla centrum

Ängskulla (finska: Niittykumpu) är en stadsdel i Esbo stad och hör administrativt till Stor-Hagalund storområde. 
Stadsdelens namn kommer från ett 1800-talstorp med samma namn. Stadsdelens namn borde egentligen vara Olars, eftersom gamla Olarsby låg i dagens Ängskulla.
De äldsta området i dagens Ängskulla byggdes på 1960-talet och har inte ändrats nämnvärt sedan dess. Nyare områden har senare byggts och dessutom finns det en del industrier i Ängskulla. Olars kyrka finns i stadsdelen.
Delområden i Ängskulla är Tomtekulla, Olarsbäcken och Ängslandet.